# Coll del Cavall Mort
El Coll del Cavall Mort és una collada dels contraforts nord-orientals del Massís del Canigó, a 1.457,4 metres d'altitud, en el terme comunal de Castell de Vernet, a la comarca del Conflent, de la Catalunya del Nord. Està situat a la zona central-occidental del terme de Castell de Vernet, a prop del límit amb Saorra. És a llevant del Roc de les Massotes, al capdamunt del Còrrec o Torrent de Través.